# Amesi próbaválasztás
Az amesi próbaválasztás (gyakori nevén iowai próbaválasztás eredeti angol elnevezéssel Iowa straw poll) egy hagyományos rendezvény az amerikai elnökválasztási kampányban. A rendezvény helyszíne az iowai Ames; szervezői iowai republikánusok. A próbaválasztás kettős célja az adományok gyűjtése a Republikánus Párt elnökválasztási kampányának támogatására és annak megállapítása, hogy a kampány korai szakaszában mely jelölt bírja leginkább a republikánus szavazók támogatását. A próbaválasztáson olyan iowai polgárok vehetnek részt, akik az elnökválasztás napján 18 évnél idősebbek. A részvétel díja 30 dollár.

## Időpontja
Az amesi próbaválasztást olyan választási ciklusokban rendezik, amikor a hivatalban lévő elnök nem republikánus, vagy republikánus, de nem indul az újraválasztásért, és így nem világos, hogy ki lesz a párt elnökjelöltje. A rendezvényre a választást megelőző év augusztusában, egy szombati napon kerül sor.

## Története
Az első amesi próbaválasztást 1979-ben rendezték. Ebben az évben George H. W. Bush nyerte a próbaválasztást, de a párt elnökjelöltje Ronald Reagan lett, aki aztán meg is nyerte az elnökválasztást.
1983-ban a próbaválasztást nem rendezték meg, hiszen Reagan elnök indult az újraválasztásért.
1987-ben az iowai próbaválasztást Pat Robertson nyerte, de az elnökjelölt (és végül az elnök) George H. W. Bush lett.
1991-ben nem volt amesi próbaválasztás, mert az idősebb Bush elnök indult az elnökválasztáson.
1995-ben az amesi próbaválasztást Bob Dole és Phil Gramm nyerte holtversenyben. Az elnökjelölt végül Bob Dole lett, elnökké azonban Bill Clintont választották.
1999-ben George W. Bush volt a nyertes, aki aztán a párt elnökjelöltjeként végül meg is nyerte a választást.
2003-ban nem tartottak iowai próbaválasztást, mert az ifjabb Bush elnök indult a választáson.
2007-ben Mitt Romney volt a nyertes, de az elnökjelölt John McCain, az elnök pedig Barack Obama lett.
2011-ben Michele Bachmann nyerte az amesi próbaválasztást, de a Republikánus Párt elnökjelöltje Mitt Romney lett.